# Ronde van Spanje 2009/Negende etappe
De negende etappe van de Ronde van Spanje 2009 werd verreden op 7 september 2009. Het was een bergetappe over 186 kilometer van Alcoy naar Xorret del Catí. Onderweg moesten 7 cols beklommen worden, waaronder de slotklim. De etappe werd gewonnen door de Spanjaard Gustavo César Veloso. De Belg Stijn Devolder zat mee in de kopgroep maar moest passen op de slotklim. Alejandro Valverde werd derde en nam dankzij de bonificatieseconden de gouden trui over van Cadel Evans.

## Uitslagen
| Uitslag etappe | Uitslag etappe       | Uitslag etappe            | Uitslag etappe    | Uitslag etappe |
| rang           | renner               | land                      | ploeg             | tijd           |
| -------------- | -------------------- | ------------------------- | ----------------- | -------------- |
| 1              | Gustavo César Veloso | Vlag van Spanje           | Xacobeo-Galicia   | 5:21.04        |
| 2              | Marco Marzano        | Vlag van Italië           | Lampre            | + 21"          |
| 3              | Alejandro Valverde   | Vlag van Spanje           | Caisse d'Epargne  | + 40"          |
| 4              | David De La Fuente   | Vlag van Spanje           | Fuji-Servetto     | z.t.           |
| 5              | Robert Gesink        | Vlag van Nederland        | Rabobank          | z.t.           |
| 6              | Cadel Evans          | Vlag van Australië        | Silence-Lotto     | z.t.           |
| 7              | Ivan Basso           | Vlag van Italië           | Liquigas          | z.t.           |
| 8              | Javier Ramirez       | Vlag van Spanje           | Andalucía-CajaSur | + 53"          |
| 9              | Joaquim Rodríguez    | Vlag van Spanje           | Caisse d'Epargne  | + 1'12"        |
| 10             | Tom Danielson        | Vlag van Verenigde Staten | Garmin-Slipstream | z.t.           |

| Algemeen klassement | Algemeen klassement | Algemeen klassement       | Algemeen klassement    | Algemeen klassement |
| rang                | renner              | land                      | ploeg                  | tijd                |
| ------------------- | ------------------- | ------------------------- | ---------------------- | ------------------- |
|                     | Alejandro Valverde  | Vlag van Spanje           | Caisse d'Epargne       | 36u 26' 40"         |
| 2                   | Cadel Evans         | Vlag van Australië        | Silence-Lotto          | + 07"               |
| 3                   | Robert Gesink       | Vlag van Nederland        | Rabobank               | + 36"               |
| 4                   | Tom Danielson       | Vlag van Verenigde Staten | Team Garmin-Slipstream | + 51"               |
| 5                   | Ivan Basso          | Vlag van Italië           | Liquigas               | + 53"               |
| 6                   | Samuel Sanchez      | Vlag van Spanje           | Euskaltel-Euskadi      | + 1' 03"            |
| 7                   | Damiano Cunego      | Vlag van Italië           | Lampre                 | + 2' 04"            |
| 8                   | Ezequiel Mosquera   | Vlag van Spanje           | Xacobeo-Galicia        | + 2' 24"            |
| 9                   | Haimar Zubeldia     | Vlag van Spanje           | Astana                 | + 3' 01"            |
| 10                  | Juan José Cobo      | Vlag van Spanje           | Fuji-Servetto          | + 3' 08"            |

## Nevenklassementen
| Puntenklassement | Puntenklassement | Puntenklassement          | Puntenklassement       | Puntenklassement |
| rang             | renner           | land                      | ploeg                  | punten           |
| ---------------- | ---------------- | ------------------------- | ---------------------- | ---------------- |
|                  | André Greipel    | Vlag van Duitsland        | Team Columbia-HTC      | 83               |
| 2                | Tom Boonen       | Vlag van België           | Quick Step             | 75               |
| 3                | Tyler Farrar     | Vlag van Verenigde Staten | Team Garmin-Slipstream | 67               |

| Bergklassement | Bergklassement     | Bergklassement     | Bergklassement | Bergklassement |
| rang           | renner             | land               | ploeg          | punten         |
| -------------- | ------------------ | ------------------ | -------------- | -------------- |
|                | David Moncoutié    | Vlag van Frankrijk | Cofidis        | 60             |
| 2              | David De La Fuente | Vlag van Spanje    | Fuji-Servetto  | 59             |
| 3              | Pieter Weening     | Vlag van Nederland | Rabobank       | 48             |

| Combinatieklassement | Combinatieklassement | Combinatieklassement | Combinatieklassement | Combinatieklassement |
| rang                 | renner               | land                 | ploeg                | punten               |
| -------------------- | -------------------- | -------------------- | -------------------- | -------------------- |
|                      | Cadel Evans          | Vlag van Australië   | Silence-Lotto        | 18                   |
| 2                    | Alejandro Valverde   | Vlag van Spanje      | Caisse d'Epargne     | 21                   |
| 3                    | Damiano Cunego       | Vlag van Italië      | Lampre               | 25                   |

| Ploegenklassement | Ploegenklassement | Ploegenklassement   | Ploegenklassement | Ploegenklassement |
| rang              | ploeg             | land                | tijd              |                   |
| ----------------- | ----------------- | ------------------- | ----------------- | ----------------- |
|                   | Caisse d'Epargne  | Vlag van Spanje     | 109u 24' 41"      |                   |
| 2                 | Astana            | Vlag van Kazachstan | + 5' 03"          |                   |
| 3                 | Silence-Lotto     | Vlag van België     | + 7' 06"          |                   |

## Opgaves
- Laurent Lefèvre (Bbox Bouygues Télécom)
- Mikel Gaztañaga (Contentpolis-Ampo)
- Carlos Barredo (Quick Step)
- Allan Davis (Quick Step)

1e etappe ·
2e etappe ·
3e etappe ·
4e etappe ·
5e etappe ·
6e etappe ·
7e etappe ·
8e etappe ·
9e etappe ·
10e etappe ·
11e etappe ·
12e etappe ·
13e etappe ·
14e etappe ·
15e etappe ·
16e etappe ·
17e etappe ·
18e etappe ·
19e etappe ·
20e etappe ·
21e etappe
Startlijst · Eindstanden · Afbeeldingen
 winnaars · rode trui · 
 puntenklassement · 
 bergklassement · 
 combinatieklassement · 
 jongerenklassement · 
 ploegenklassement · 
 strijdlust

 Belgische leiderstruidragers · etappewinnaars

 Nederlandse leiderstruidragers · etappewinnaars
1935 · 1936 · 1937 · 1938 · 1939 · 1940 · 1941 · 1942 · 1943 · 1944 · 1945 · 1946 · 1947 · 1948 · 1949 · 1950 · 1951 · 1952 · 1953 · 1954 · 1955 · 1956 · 1957 · 1958 · 1959 · 1960 · 1961 · 1962 · 1963 · 1964 · 1965 · 1966 · 1967 · 1968 · 1969 · 1970 · 1971 · 1972 · 1973 · 1974 · 1975 · 1976 · 1977 · 1978 · 1979 · 1980 · 1981 · 1982 · 1983 · 1984 · 1985 · 1986 · 1987 · 1988 · 1989 · 1990 · 1991 · 1992 · 1993 · 1994 · 1995 · 1996 · 1997 · 1998 · 1999 · 2000 · 2001 · 2002 · 2003 · 2004 · 2005 · 2006 · 2007 · 2008 · 2009 · 2010 · 2011 · 2012 · 2013 · 2014 · 2015 · 2016 · 2017 · 2018 · 2019 · 2020 · 2021 · 2022 · 2023 · 2024 · 2025